# Zeche Allgäu
Unter dem Namen Zeche Allgäu sind in Nordrhein-Westfalen insgesamt vier Kleinzechen bekannt. Diese vier Zechen wurden, teilweise zur gleichen Zeit, im Wittener Ortsteil Vormholz betrieben. Es waren die Kleinzechen Allgäu, Allgäu II, Allgäu III und Allgäu IV. Die höchste Förderung wurde im Jahr 1955 von der Zeche Allgäu II erbracht. Besitzer aller vier Kleinzechen war Rudolf Damm.

## Zechen

### Allgäu
Diese Kleinzeche wurde im Jahr 1950 in Betrieb genommen. Sie besaß zwei tonnlägige Schächte mit einer Teufe von 60 Metern. Die Schächte lagen im oberen Ruhrtal an der Rauendahlstraße. Im ersten Betriebsjahr wurden mit 36 Bergleuten insgesamt 2.833 Tonnen Steinkohle gefördert. Der Beginn der knappschaftlichen Versicherung ist auf den 1. Oktober 1951 datiert.
Im Jahr 1954 wurden mit 106 Bergleuten die höchste Förderung des Bergwerks gefördert, sie betrug 22.503 Tonnen Steinkohle. Im gleichen Jahr wurde diese Kleinzeche geschlossen.

### Allgäu II
Die Kleinzeche Allgäu II wurde im Jahr 1955 in Betrieb genommen und schon ein Jahr später wieder stillgelegt. Im ersten Betriebsjahr wurden mit 81 Bergleuten insgesamt 25.128 Tonnen Steinkohle gefördert. Dies war die höchste bekannte Förderung aller Wittener Kleinzechen mit dem Namen Allgäu. Im Stilllegungsjahr 1956 wurden mit 91 Bergleuten insgesamt 19.639 Tonnen Steinkohle gefördert.

### Allgäu III
Die Zeche Allgäu III wurde im Jahr 1957 in Betrieb genommen. Im ersten Betriebsjahr wurde mit 117 Bergleuten die höchste Förderung erbracht, sie betrug 17.711 Tonnen Steinkohle. Im darauf folgenden Jahr ging die Belegschaftsstärke auf 43 Mann zurück, die Förderung sank auf 9.339 Tonnen. Am 30. Juli 1959 wurde der Betrieb der Zeche durch die Bergbehörde gestundet. Im darauffolgenden Jahr, am 18. Oktober 1960, wurde die Kleinzeche Allgäu III stillgelegt. Das Jahr 1960 war das Enddatum aller Kleinzechen mit dem Namen Allgäu.

### Allgäu IV
Die Kleinzeche Allgäu IV wurde nur im Jahr 1955 betrieben. Mit zwölf Bergleuten wurden 1.152 Tonnen Steinkohle gefördert.